# أوسكار فيلا
أوسكار فيلا (بالإسبانية: Óscar Rai Villa)‏ هو لاعب كرة قدم مكسيكي، ولد في 15 يوليو 1994. لعب مع نادي مونتيري.